# Largo David Alves
O Largo David Alves, historicamente denominado Largo do Café Chinês, é uma pequena praça pedonal da cidade portuguesa da Póvoa de Varzim que representa a época de ouro da Póvoa balnear oitocentista. Foi no século XIX, um centro de cultura, diversão musical, de jogo de sorte e azar e tertúlia intelectual. O Largo é acedido por pequenas ruas também pedonais, que por serem curtas não dificultam o acesso ao largo. O Largo Dr. David Alves liga-se à Praça da República e Praça do Almada, pela Rua da Junqueira, rua de comércio tradicional e à praia, através da pequena rua dos Cafés, que celebra não o género de cafés de hoje, mas os cafés-casino do século XIX que prosperaram na zona do largo.
O carismático largo tem o nome de David Alves, que ali tinha a sua residência no lado norte da praça, tendo sido o responsável pelo desenvolvimento urbanístico balnear da Póvoa de Varzim no século XIX e presidente da Câmara entre 1908 e 1910, aproveitando o desenvolvimento e popularidade de certos locais na faixa atlântica europeia para banhos terapêuticos, em que se incluía a Póvoa.

## História
No início do século XVIII, monges beneditinos percorrem distâncias para tomar os "banhos da Póboa", em busca do iodo, considerado vigorante, e curas para problemas de pele e ossos através de banhos de mar e sol. A partir do século XIX, a afluência intensificou-se, com pessoas oriundas das províncias do Minho, de Trás-os-Montes e do Alto Douro, que chegavam por conselho médico para curar vários problemas de saúde, respirando os ares e mergulhar nas águas ricos em iodo da Póvoa, num movimento de popularidade balnear terapêutica que ocorreu na faixa atlântica europeia do século XVIII e XIX, de Biarritz à Póvoa de Varzim.
Em plena Belle Époque, esta afluência dá-se sobretudo entre as classes endinheiradas e, especialmente, entre os denominados de brasileiros, levando ao aparecimento de espaços de alta cultura. Surgem vários casinos, teatros e hotéis. É neste contexto que surge o largo que, inicialmente, se denominava Largo do Rego, por causa de um "rego" de água que por ali passava.
Em volta do Largo do Rego aparecem dos mais carismáticos espaços de lazer da Póvoa de oitocentos, o Teatro Garrett, o Café Chinês, o Luso-Brasileiro (café e hotel), o Café David com salão de festas e jogo no jardim, o Café Universal, o Aliança com hotel, entre outros que apresentavam para além do jogo, pequenas orquestras e dançarinas. Centralizando o largo, o Salão Chinês da Póvoa de Varzim aparece em 1882 que se tornará popular em todo o país e, a par do Café David, no mais famoso casino da Póvoa, e que irá dar novo nome ao largo - Largo do Café Chinês, designação adoptada em 21 de Junho de 1886. As elites poderiam ouvir música, ver espectáculos de "flamenco" e "can-can" por bailarinas espanholas, tertúlias e jogar roleta e monte. Nestes cafés-concerto, havia representações teatrais, concertos, bailados e declamações. Os empresários, em concorrência, traziam à Póvoa o que de melhor havia nas artes cénicas, sendo por isso roteiro preferencial de artistas nacionais e internacionais, especialmente espanhóis.
Era neste contexto que Camilo Castelo Branco vinha regularmente à Póvoa entre 1873 e 1890. Inicialmente a concelho médico, voltava sempre, dizendo que "esta é a única praia em Portugal onde o cheiro de marisco não é neutralizado pelos aromas dos toucadores das damas. Vê-se aqui a velha natureza bruta, o morgado de Cabeceiras, e a fidalguia que ceia pescada com cebola". No Café Chinês perdeu muitas das verbas adiantadas pelo seu editor. Quando estava na Póvoa residia no antigo Hotel Luso-Brazileiro, com a vantagem de ser ao lado do Café Chinês e, por ali, passarem os carros americanos em direcção à estação de comboios, foi ali que escreveu parte da sua vasta obra.

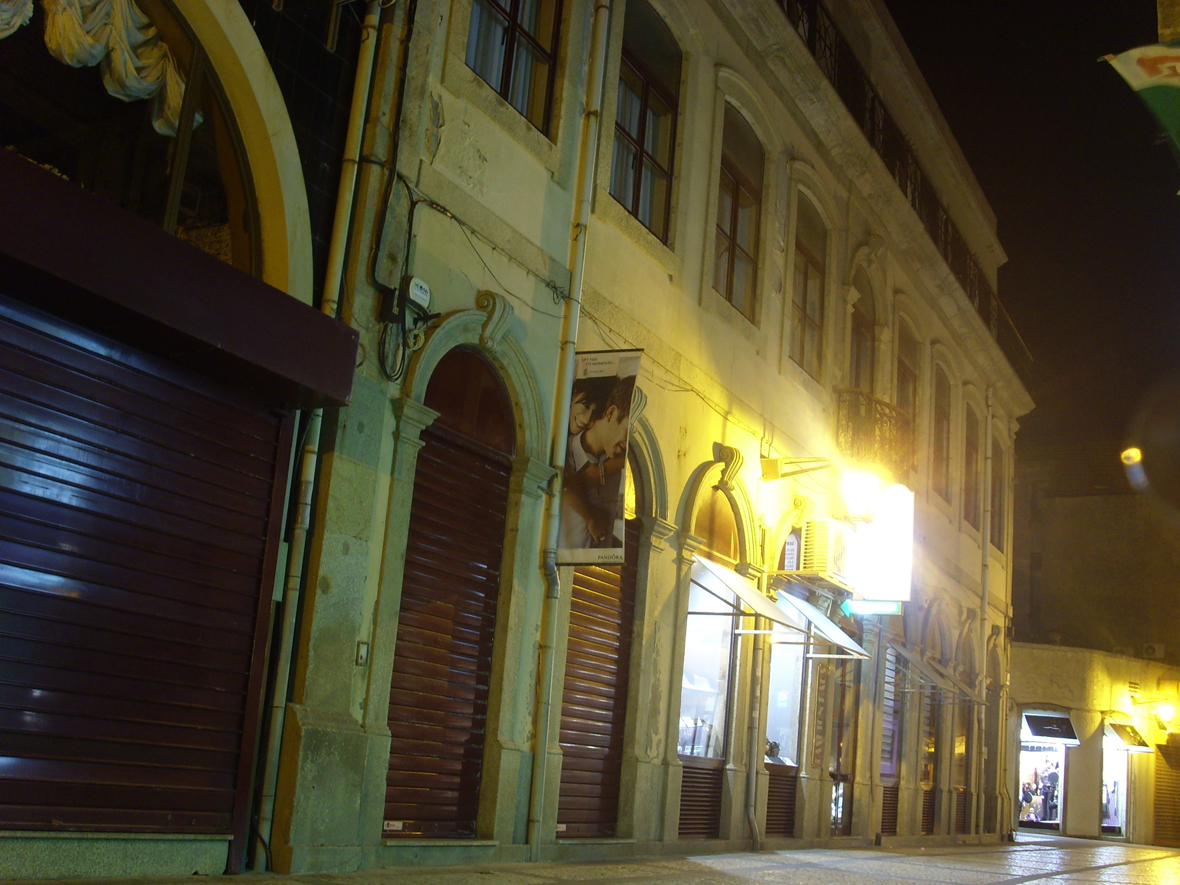
Antigo Luso-Brasileiro no gaveto da Rua dos Cafés com a Rua da Alegria

Camilo reunia-se com personalidades de notoriedade intelectual e social, como o pai de Eça de Queirós, José Maria d'Almeida Teixeira de Queirós, magistrado e par do reino, Alexandre Herculano, António Feliciano de Castilho, o poeta e dramaturgo poveiro Francisco Gomes de Amorim e seu amigo pessoal Almeida Garrett, entre outros.
Francisco Peixoto Bourbon conta que Camilo "tendo andado metido com uma bailarina espanhola, cheia de salero, e tendo gasto, com a manutenção da diva, mais do que permitiam as suas posses, acabou por recorrer ao jogo na esperança de multiplicar o anémico pecúlio e acabou, como é de regra, por tudo perder e haver contraído uma dívida de jogo, que então se chamava uma dívida de honra." A 17 de Setembro de 1877, Camilo viu morrer na Póvoa o seu filho predilecto Manuel Plácido, do primeiro casamento com Ana Plácido, de 19 anos, que foi sepultado no cemitério do Largo das Dores.
Em 12 de Agosto de 1889, foi adoptada a designação de Largo do Café David, algo que não se popularizou, continuando o povo a denominar como Largo do Café Chinês ou, simplesmente, Largo do Chinês. D. João de Castro no Verão de 1893, sofrendo de melancolia e anemia vem à Póvoa aconselhado pelo médico, refere que ao cair da tarde jantava entre capitalistas e proprietários e depois ia "beber uma chávena de café no chinês ou no Luso-Brasileiro,com os olhos cravados no tablado onde havia uma dama vesga que todas as noites cantava, com nostálgicos desfalecimentos." D. António da Costa no seu livro No Minho (1900) refere "à noitinha a concorrência é imensa no centro da vila, onde estão os botequins e o hotel de Itália, cuja proprietária, a conhecida atriz Ernestina, de dia dirige o hotel e à noite representa de primeira dama no teatro. É no mesmo hotel a assembleia, em cujo salão apinhado de famílias se dança com entusiasmo todas as noites", e continua "são luxuosos os botequins, como nenhum outro em Portugal, e cada um com sala de jogo de parar. O de David não é tão luxuoso como o do hotel de Itália, mas sobreleva em ornamentação; papel e móveis à chinesa, dez espelhos de alto a baixo, lustres, poltronas, estátuas, quadros. (…) é o chamado templo do jogo." João Paulo Freire, no livro Por Terras do Norte (1926) refere que "à noite foi ao Café Chinês; interessantíssimo, salas com motivos do velho império do Sol, amplas, cheias de luz e cheias de gente."
A morte do Café Chinês dá-se com a regularização da lei do jogo, o que leva ao encerramento dos vários casinos (cafés e botequins) da cidade e à construção de uma valência única para o jogo a 28 de Fevereiro de 1930, o Casino da Póvoa, junto ao novo largo balnear, o Passeio Alegre, nas proximidades do Largo do Café Chinês. O Casino abre portas em 1934. O Café Chinês é demolido em 1938, dando lugar ao Póvoa Cine, sala de cinema que se tornará também carismática, frequentada por José Régio que ali assistia a sessões diárias de cinema, mas que acaba também demolida aquando da construção de um centro comercial nos anos 90. Por proposta do Presidente da Câmara Abílio Garcia de Carvalho, o largo passou a denominar-se Largo Dr. David Alves em 8 de Outubro de 1938.
Tinha sido proposto e ameaçado de demolição durante vários anos, o quarteirão entre o Largo e a Rua da Junqueira com a rua Santos Minho, onde se encontra o Garrett, para para ali se expandir a praça. No entanto, a ideia foi abandonada.